# Erik Kynard
Erik Kynard (Toledo, Estados Unidos; 3 de febrero de 1991) es un atleta estadounidense, especializado en la prueba de salto de altura en la que llegó a ser subcampeón olímpico en 2012.

## Carrera deportiva
En los JJ. OO. de Londres 2012 ganó la medalla de plata en salto de altura, con un salto de 2.33 metros, tras el ruso Iván Újov que saltó 2.38 metros, y por delante del catarí Mutaz Essa Barshim, el canadiense Derek Drouin y el británico Robert Grabarz, los tres empatados con el bronce con un salto de 2.29 metros.
En el Campeonato Mundial de Atletismo en Pista Cubierta de 2016 ganó el bronce en la misma prueba con un salto por encima de 2.33 metros, tras el italiano Gianmarco Tamberi (oro con 2.36 metros) y el británico Robert Grabarz (plata también con 2.33 metros pero con menos intentos).